# Красильный, Николай Александрович
Николай Александрович Красильный (род. 6 июля 1936, село Маячка Нехворощенский район Полтавская область — ?) — слесарь-инструментальщик таганрогского предприятия Министерства тракторного и сельскохозяйственного машиностроения СССР, Ростовская область. Полный кавалер ордена Трудовой Славы (1986).

## Биография
Родился 6 июля 1936 года в с. Маячка Нехворощенского района Полтавской области.
В 1955 году, после окончания 10 классов Матвеево-Курганской школы продолжил учёбу в таганрогском ТУ № 1. С 1956 года работал на комбайновом заводе. Параллельно учился на вечернем отделении механического техникума (1968-1973).
Указом Президиума Верховного Совета СССР от 16 марта 1976 года  награждён орденом Трудовой Славы 3-й степени.
В 1980 году переведён на завод специнструмента и технологической оснастки» (СИиТО).
Указом Президиума Верховного Совета СССР от 10 марта 1981 года награждён орденом Трудовой Славы 2-й степени.
Указом Президиума Верховного Совета СССР от 10 июня 1986 года за самоотверженный высокопроизводительный труд, большие успехи, достигнутые во всесоюзном соцсоревновании Красильный Николай Александрович награждён орденом Трудовой Славы 1-й степени. Стал полным кавалером ордена Трудовой Славы.

## Награды и звания
Награждён орденами Трудовой Славы 1-й, 2-й, 3-й степеней:
3 ст. 16.03.1976 № 295428
2 ст. 10.03.1981 № 9201
1 ст. 10.06.1986 № 320
- Медаль «За доблестный труд»
- Медаль «За трудовую доблесть»
- Медаль «Ветеран труда»